# Antechinus mimetes
Antechinus mimetes és una espècie de dasiüromorf de la família dels dasiúrids. Fou descrit el 1924 com a subespècie del ratolí marsupial de Swainson, però un estudi publicat el 2015 l'ascendí a la categoria d'espècie. Es diferencia dels altres representants del complex Antechinus swainsonii per la mida dels buits palatals anteriors. Té les orelles petites i la cua més curta que el cap i el cos.